# UTC+10:30
UTC+10:30 è un fuso orario, in anticipo di 10 ore e 30 minuti sull'UTC.

## Zone
È utilizzato nei seguenti territori:
- Australia :
  - Nuovo Galles del Sud:
    - Isola di Lord Howe

## Geografia
L'isola di Lord Howe fa parte delle regioni del mondo che hanno un fuso orario che non corrisponde a uno spostamento di un numero intero di ore rispetto all'UTC.
L'isola è situata a 500 km a est delle coste dell'Australia (31°33′S 159°05′E) e UTC+10:30 corrisponde a una migliore approssimazione dell'ora solare media locale rispetto a un fuso orario intero.
In Australia, il fuso orario è chiamato Lord Howe Standard Time (LHST).

## Ora legale
L'isola di Lord Howe adotta l'ora legale; contrariamente a la quasi totalità delle regioni che la adottano, lo spostamento non è di un numero intero di ore, ma di mezz'ora, passando a UTC+11.
L'Australia Meridionale e Broken Hill (nel Nuovo Galles del Sud), ordinariamente nel fuso UTC+9:30, si ritrovano in estate a UTC+10:30.